# Jef Tavernier
 (mai 2022).
Si vous disposez d'ouvrages ou d'articles de référence ou si vous connaissez des sites web de qualité traitant du thème abordé ici, merci de compléter l'article en donnant les références utiles à sa vérifiabilité et en les liant à la section « Notes et références ».
Pour les articles homonymes, voir Tavernier.
Josef G.J. Tavernier, né le 1er novembre 1951 à Aalter, est un homme politique belge, membre du parti écologiste Groen! et député au Parlement flamand. Il fut vice-premier fédéral et ministre de la Consommation, de la Santé et de l'Environnement, après la démission de Magda Aelvoet, et en 2004 brièvement ministre de l'Environnement, de l'Agriculture et de la Coopération au Développement, après la démission de Ludo Sannen dans le gouvernement Somers I.
Il quitte Groen! le 16 janvier 2010, en désaccord avec le fonctionnement et la prise de décision au sein du parti. Il est suivi en cela par sa partenaire, Rita Brauwers.
Il devint officier de l'ordre de Léopold (2003).

## Carrière politique
- Conseiller communal à Aalter (1983-1994 et depuis 2006)
- Sénateur fédéral belge (1991-1995)
- Député fédéral belge (1991-2002)
- Ministre fédéral belge (2002-2003), pendant 11 mois
- Ministre flamand (2004), pendant 5 mois
- Député au Parlement flamand (2004-2009)

## Études et carrière professionnelle
Économiste et urbaniste.
Il est pendant presque 18 ans enseignant d'économie et de géographie.